# الرصيص
قرية الرصيص هي إحدى القرى التابعة لمركز سانت كاترين في محافظة جنوب سيناء في جمهورية مصر العربية. حسب إحصاءات سنة 2018، بلغ إجمالي السكان في الرصيص 213 نسمة، منهم 110 رجل و 103 إمرأة.